# إستيفانيا سيباستيان
إستيفانيا سيباستيان هي منافسة ألعاب القوى أندورية، ولدت في 5 سبتمبر 1982.

## وصلات خارجية
- إستيفانيا سيباستيان على موقع الاتحاد الدولي لألعاب القوى (الإنجليزية)